# Дансилкадаверин
Дансилкадаверин (монодансилкадаверин; англ. monodansylcadaverine, MDC) — химическое соединение, флуоресцирующее производное кадаверина. Является ингибитором трансглутаминаз. Флуоресценция определяется наличием флюорофора — дансильной группы.

## Применение в клеточной биологии
Монодансилкадаверин находит несколько применений: ингибитор трансаминаз; флуоресцентный зонд, ковалентно связывающийся с трансаминазами на плазматической мембране клетки. Он также используется для ингибирования рецептор-опосредованного эндоцитоза, т. к. трансаминазы играют важную роль в организации клатриновых пузырьков. Монодансилкадаверин блокирует эндоцитоз альфа-2 макроглобулина, эпидермального фактора роста, Vesicular stomatitis virus.
В живых клетках используется как метка аутофагальных вакуолей.